# Antonio Diéguez
Antonio Javier Diéguez Lucena (Málaga, España, 1961) es un filósofo y Epistemólogo español. Doctor en filosofía por la Universidad de Málaga y catedrático de lógica y filosofía de la ciencia en esa misma universidad. Sus investigaciones giran alrededor de la filosofía de la ciencia, el realismo científico y el transhumanismo. Se le considera un referente del transhumanismo en el mundo hispanohablante gracias a dos de sus libros: Transhumanismo (2017) y Cuerpos inadecuados (2021).

## Biografía
En 1984 se graduó de sus estudios de filosofía en la universidad de Málaga, universidad a la que ha estado ligado toda su vida académica. En 1987 consiguió su doctorado con Pascual Martínez Freire como director. También ha cursado varios créditos de la licenciatura de biología.
Desde 1984 ha trabajado como profesor en la universidad de Málaga, consiguiendo la titularidad del puesto en 1989. Ha dado clase en diferentes asignaturas en las licenciaturas y grados de filosofía e Historia y en másters relacionados con la filosofía o la ciencia en la universidad de Málaga. También ha realizado diversas estancias en el extranjero: en la Universidad de Helsinki en 1996, 1998 y 2003; en la Universidad de Harvard en 2007; y en el The Oxford Uehiro Centre for Practical Ethics de la Universidad de Oxford en 2014 y en 2023.
Entre 2012 hasta 2015 fue presidente electo de la Asociación Iberoamericana de Filosofía de la Biología y desde 2013 es director de la revista Contrastes.
En abril de 2023 fue nombrado por el Ministerio de Ciencia e Innovación como miembro del Comité Español de Ética de la Investigación.

## Pensamiento
En líneas generales Antonio Diéguez se ve bastante influenciado por la filosofía de la ciencia de autores como Ilkka Niiniluoto, Philip Kitcher, Ronald Giere o Mario Bunge, así como de clásicos como Ortega y Gasset, Karl Popper, Kuhn, Lakatos o Feyerabend.

### Epistemología
En teoría del conocimiento y filosofía de la ciencia, Diéguez en global adopta el  naturalismo epistemológico moderado, postura según la cual existe una continuidad, y debe existir, entre ciencias y filosofía, así como una retroalimentación positiva entre ambas. Por lo tanto, muestra una postura crítica tanto con el cientificismo (radical) como con el filosofismo o la teorización especulativa. También es modesto ante la idea de poder constituir en la actualidad grandes sistemas filosóficos. 
En líneas generales, el autor adopta posturas naturalistas, realistas (críticas) e ilustradas en sus distintos trabajos, pero con matices y debilitaciones con tal de lograr encajar las posibles objeciones. Acerca de la demarcación ciencia/no-ciencia, Diéguez adopta enfoques plurales o multicriterio donde una batería de requisitos falibles y no exhaustivos forman los indicadores para saber tentativamente si una disciplina completa es científica o no, basándose en  Tuomela, quién a su vez se basa parcialmente en la caracterización bungeana de la ciencia. 
También sostiene que no existe en modo alguno el método científico, sino una pluralidad de métodos científicos irreductibles y que sin poderse unificar, permiten el correcto desarrollo de las ciencias.
En el debate realismo-instrumentalismo, Diéguez desglosa la polémica en cinco subdebates específicos del debate realismo-instrumentalismo:
1. Teórico.
2. Progresivo.
3. Semántico
4. Epistemológico.
5. Ontológico.

Adopta en conjunto una posición realista, crítica, pero defendiendo todos los puntos realistas de la anterior clasificación:
1. La actividad científica pretende alcanzar verdades y las alcanza, pero no solo se dedica a ello y tales verdades son siempre pasajeras y parciales.
2. El progreso científico existe pero es irregular, local y nunca convergente hacia una verdad final.
3. Las tesis y teorías científicas son verdaderas o no en alguna medida conforme a los hechos disponibles, aún si estos son hipotéticos.
4. La ciencia permite entender aproximadamente la realidad de algún modo objetivo o al menos, del modo más riguroso y poco arbitrario que nos es posible hoy.
5. Las teorías científicas avanzadas proponen entidades con las que cabe comprometerse en su existencia usualmente, aunque pueda ser siempre falible. Para ello admite el uso de determinados argumentos abductivos como la inferencia a la mejor explicación.[10]

En la filosofía de la biología particularmente, Diéguez defiende también enfoques moderados y plurales en cuánto al uso de términos como 'especie', 'vida', etc. Se muestra crítico con posiciones  pseudocientíficas tales como el diseño inteligente o el negacionismo de la evolución. Sostiene también que la biología actual no parece tener, por el momento, leyes científicas similares a las leyes teóricas de disciplinas como la física o la química.

### Metafísica
Con respecto a la metafísica u ontología, Antonio Diéguez defiende el naturalismo general como enfoque, rechazando la existencia de entidades sobrenaturales así como de divinidades por falta de pruebas y carecer de poder explicativo. También sostiene que la realidad, si bien puede contener ciertas regularidades o "leyes naturales", no se encuentra estructurada necesariamente de algún modo predeterminado, sino que bien pudiera tener distintas formas de estructurarse que se vean modificadas por la propia actividad humana y que pueden ser captadas faliblemente por distintas teorías.

### Ética, animalismo y transhumanismo
Diéguez es crítico con el uso de conceptos como 'dignidad humana', del cual cuestiona sus usos relevantes y su importancia real en debates éticos. Defiende prioritariamente los Derechos Humanos y las libertades civiles de expresión pública y/o privada. 
Plantea nuevos retos sobre los seres animales cognitivos y sintientes, de los cuales sugiere que podrían tener una cierta categoría moral significativa, y cuestiona de qué modo la sociedad deberá cambiar sus hábitos, leyes y reglas morales con tal de encajar con las perspectivas animalistas cada vez más pujantes. 
Con respecto al transhumanismo, el autor detalla tal conjunto de propuestas en sus distintas modulaciones, las analiza conforme la evidencia y las expectativas informadas actuales, e infiere la posibilidad de algunas versiones moderadas de transhumanismo mientras que también sugiere cierto escepticismo sobre los bloques transhumanistas más "duros" en sus aspiraciones y reivindicaciones.

## Distinciones
- Premio Extraordinario de Licenciatura (1987)
- Premio Extraordinario de Doctorado (1988)

## Obras

### Libros
- Realismo científico, una introducción al debate actual en filosofía de la ciencia. 1998. Málaga. Universidad de Málaga.
- Filosofía de la ciencia. 2005. Madrid. Biblioteca Nueva.
- La evolución del conocimiento: de la mente animal a la mente humana. 2011. Madrid. Biblioteca Nueva.
- La vida bajo escrutinio. Una introducción a la filosofía de la biología. 2012. Barcelona. Biblioteca Buridán
- Naturaleza Animal y Humana (Eds.). Con Atencia, J.M. 2014. Madrid. siglo XXI editores.
- Transhumanismo: La búsqueda tecnológica del mejoramiento humano. 2017. Barcelona. Herder Editorial.
- Filosofía de la Ciencia. Ciencia, racionalidad y realidad (2ª edición). 2020. UMA Editorial.
- Cuerpos inadecuados; el desafío transhumanista a la filosofía. 2021. Barcelona. Herder Editorial.

### Artículos
- Las explicaciones del éxito de la ciencia. Un análisis comparativo. 2001. Thémata, nº27, pp. 15–19.
- La opción naturalista, una respuesta a Francisco Soler. 2012. Naturaleza y Libertad. Revista de estudios interdisciplinares, Número 1.
- ¿Existe 'El Método Científico'? Filosofía y ciencia en el siglo XXI. 16 de junio de 2020. El Confidencial. (Visitado por última vez el 16 de diciembre de 2022).